# Волощук Анатолій Миколайович
Анато́лій Микола́йович Волощу́к (16 квітня 1952, село Куйбишеве, Володарський район, Донецька область — 12 лютого 2015, Київ) — український правоохоронець та науковець, генерал-лейтенант міліції, доктор юридичних наук, професор, заслужений юрист України.

## Біографія
Народився 16 квітня 1952 в селі Куйбишеве на Донеччині.
1972—1974 рр. — служив у лавах Збройних Сил. У листопаді 1974 року розпочав службу в органах внутрішніх справ. Працював на посадах інспектора карного розшуку Приморського РВВС м. Жданов Донецької області, інспектора штабу, інспектора відділу карного УВС м. Жданов Донецької області. З серпня 1980 по лютий 1988 року — старший інспектор з особливо важливих справ, пізніше — начальник відділення Управління карного розшуку УВС Донецької області, заступник і начальник відділу карного розшуку УВС м. Донецька. З березня 1988 по лютий 1997 року працював заступником начальника, а потім — начальником Будьонівського РВВС м. Донецька. У лютому 1997 року призначений начальником Управління карного розшуку УМВС України в Донецькій області. З червня по листопад 1999 року — перший заступник начальника Управління — начальник кримінальної міліції УМВС України в Донецькій області. З листопада 1999 по вересень 2003 року — перший заступник начальника Управління — начальник Донецького міського управління УМВС України в Донецькій області.
З вересня 2003 року — начальник Головного управління МВС України в Київській області.
У липні 2004 року в м. Харкові захистив кандидатську дисертацію і здобув науковий ступінь кандидата юридичних наук. Цього ж року Анатолію Миколайовичу Волощуку надано почесне звання Заслужений юрист України.
У 2008 році надано вчене звання доцента.
11 травня 2010 року наказом Міністра внутрішніх справ України призначений на посаду ректора Одеського університету внутрішніх справ.
У 2012 році захистив докторську дисертацію і здобув науковий ступінь доктора юридичних наук.
24 серпня 2013 року ректору Одеського університету внутрішніх справ, генерал-майору міліції Волощуку Анатолію Миколайовичу надано чергове спеціальне звання «генерал-лейтенанта міліції».
Наказом Українського Фонду науково-економічного та юридичного співробітництва № 21 від 8 жовтня 2013 року за особисті заслуги перед Батьківщиною нагороджується хрестом пошани «Святий князь Олександр Невський» і дипломом до нього.
Розпорядженням Голови Верховної Ради України № 1569 від 30 липня 2013 року за вагомий особистий внесок у зміцнення законності і правопорядку, зразкове виконання службових обов'язків і високий професіоналізм, нагороджений Почесною грамотою і медаллю Верховної Ради України.
Влітку 2014 року звільнений з посади ректора Одеського університету внутрішніх справ.
Помер 12 лютого 2015 року.

## Сім'я
Дружина — Волощук Наталія Володимирівна. Два сини. Старший син Владислав — юрист, працює в Верховній Раді України. Молодший син Олександр.

## Освіта
- Ждановський індустріальний технікум, спеціальність — технік-електрик (1972);
- Київська вища школа МВС СРСР (1983);

## Наукова діяльність
Автор понад 80 наукових статей, в том числі навчальних посібників і монографія. Володів 3 патентами на винаходи.
- Організаційно-правові засади та практика запобігання незаконному обігу наркотиків [Текст]: навч. посіб. / А. М. Волощук, О. О. Юхно ; Одес. ун-т внутр. справ. — Одеса: ІНТЕРПРІНТ, 2011. — 271 с.
- Діяльність органів публічної адміністрації України щодо протидії незаконному обігу наркотичних засобів, психотропних речовин і прекурсорів: питання теорії та практики [Текст]: монографія / А. М. Волощук ; наук. ред. д-р юрид. наук, проф., чл.-кор. НАПрН України В. В. Коваленко ; Одес. держ. ун-т внутр. справ. — Одеса: ОДУВС, 2011. — 427 с.
- Діяльність органів внутрішніх справ щодо протидії правопорушенням у сфері інтелектуальної власності [Текст]: монографія / А. М. Волощук, Х. П. Ярмакі, О. О. Чернишова. — Одеса: ОДУВС, 2013. — 175 с.

## Нагороди, відзнаки та звання
- Генерал-лейтенант міліції (2013);
- Заслужений юрист України (2004);
- Доктор юридичних наук (2012), професор;
- Почесна Грамота Верховної Ради України (2013);
- більш як 60 урядових і відомчих нагород (МВС, МО, МНС, СБУ та інші).